# 태평양뛰는쥐
태평양뛰는쥐(Zapus trinotatus)는 뛰는쥐과에 속하는 설치류의 일종이다. 캐나다와 미국에서 발견된다. 자연 서식지는 온대 초원과 습지이다.